# Christiansøfarten
Christiansøfarten betjener ruten imellem Gudhjem og Christiansø med skibene M/S Ertholm og postbåden M/S Peter.